# Gwydir Shire
Koordinaten: 29° 52′ S, 150° 34′ O

Gwydir Shire ist ein lokales Verwaltungsgebiet (LGA) im australischen Bundesstaat New South Wales. Das Gebiet ist 9.259,7 km² groß und hat etwa 4.900 Einwohner.
Gwydir liegt an der Nordostgrenze des Staates zu Queensland etwa 580 km nördlich der Metropole Sydney und 500 km südöstlich von Brisbane. Das Gebiet umfasst 39 Ortsteile und Ortschaften: Back Creek, Balfours Peak, Bangheet, Bingara, Blue Nobby, Boonal, Cobbadah, Crooble, Dinoga, Elcombe, Gineroi, Gundamulda, Keera, North Star, Pallal, Upper Bingara, Warialda, Warialda Rail, Whitlow, Yallaroi und Teile von Barraba, Biniguy, Boggabilla, Bundarra, Coolatai, Copeton, Croppa Creek, Delungra, Graman, Gravesend, Gulf Creek, Gum Flat, Ironbark, Moree, Myall Creek, Pallamallawa, Rocky Creek, Tulloona und Upper Horton. Der Sitz des Shire Councils befindet sich in Bingara in der Südhälfte der LGA, wo etwa 1.300 Menschen leben.

## Verwaltung
Der Gwydir Shire Council hat neun Mitglieder, die von den Bewohnern der LGA gewählt werden. Gwydir ist nicht in Bezirke untergliedert. Aus dem Kreis der Councillor rekrutiert sich auch der Mayor (Bürgermeister) des Councils.